# Incontri internazionali di rugby a 15 di fine anno 1995
Panoramica degli incontri internazionali di rugby a 15 tenutisi a fine anno (ottobre-dicembre) 1995.
Stante la disputa della Coppa del Mondo 1995 nel maggio precedente, l'attività internazionale maggiore fu limitata solo a fine anno.